# مشموم الفل والياسمين
مشموم الفل والياسمين أو المشموم التونسي هو عبارة عن باقة تتكون من أزرار – أو أكمام – زهرات الفل أو الياسمين أو كليهما معا، تتميز ببياضها الناصع ورائحتها الفواحة ويحملها الرجال والنساء على السواء، إما في اليد أو فوق إحدى الأذنين أو في جيب القميص .

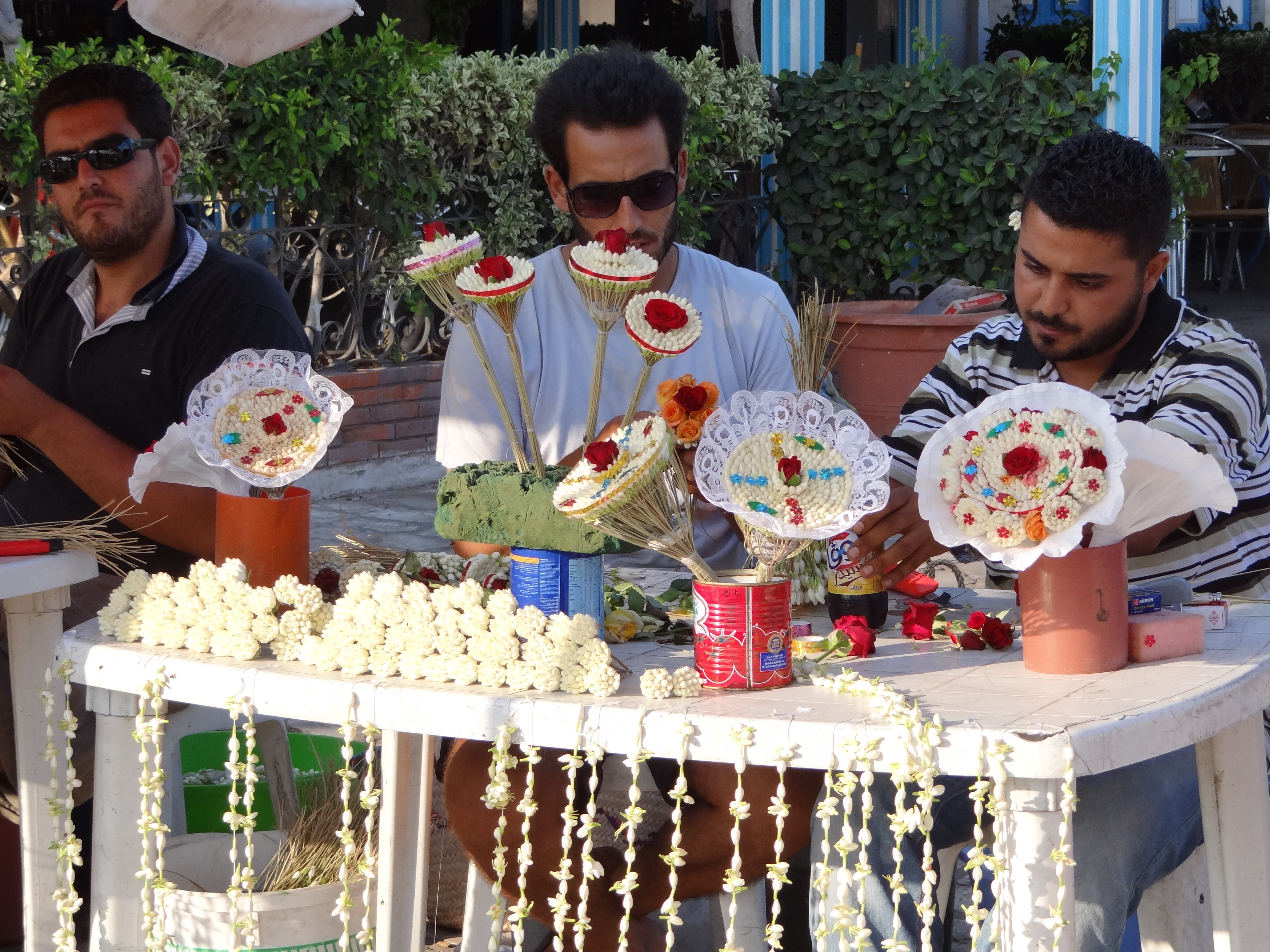
مشموم

## صناعتها
تحصد زهرات الياسمين قبل تفتّحها و غالبا يتم قطف زهرات الياسمين أو الفل في الصباح الباكر، ثم تصفف على أعواد رقيقة من نبتة الحلفاء،ثم يجمع عدد من هذه الأعواد التي تعلوها زهرة ياسمين أو فل في باقة واحدة و تحاط بخيط أبيض رقيق مكونة المشموم،ويرتبط حجم المشموم بعدد الأعواد المستعملة فكلما زاد عدد الأعواد صار المشموم أكبر.